# Зафарани (месторождение)
Зафарани (англ. Zafarani) — крупное газовое месторождение в Танзании. Открыто в июне 2012 году. Месторождение Зафарани открыто на территории Блока 2. Газосодержащие слои представляют собой отложения песчаника мелового периода. Глубина скважины Зафарани-2 составляет 2400 м. Геологические ресурсы месторождения предварительно оцениваются в 147 млрд м³.
Оператором лицензии в Блоке 2 с долевым участием 65 % является норвежская нефтяная компания Statoil. Компании ExxonMobil принадлежат остальные 35 %.